# Neuroctenus pseudonymus
Neuroctenus pseudonymus är en insektsart som beskrevs av Ernst Evald Bergroth 1898. Neuroctenus pseudonymus ingår i släktet Neuroctenus och familjen barkskinnbaggar. Inga underarter finns listade i Catalogue of Life.